# 松卷蛾属
松卷蛾属（学名：Ptycholomoides）是卷蛾科下的一个属。

## 下属物种
本属包括以下物种：
- 落叶松卷蛾 Ptycholomoides aeriferana (Herrich-Schäffer, 1851)